# Vallei van de Gouden Mummies
De Vallei van de Gouden Mummies is een Grieks-Romeinse necropolis in de Westelijke Woestijn van Egypte in de Bahariya-oase (een van de Westelijke Oases).
In 1999 begon een team van archeologen, architecten, restauratoren, conservatoren en ingenieurs aan de grootste expeditie ooit gedaan in Egypte. In de Bahariya-oase, niet ver van de hoofdplaats Al-Bawiti, gingen ze opgravingen doen bij een enorme antieke begraafplaats die bekend werd als de "Vallei van de Gouden Mummies" en zich uitstrekt over een lengte van 6 kilometer. Nog niet alle graven zijn volledig ontdekt, en er zijn schattingen die zeggen dat er tot 10.000 mummies op deze begraafplaats kunnen liggen.
In alleen al de eerste vier graven werden in totaal 105 mummies gevonden. De gevonden mummies vertonen een verscheidenheid aan vormen en stijlen van versieringen, waarvan sommige overdadig met goud verguld zijn van hoofd tot borst met een extravagantie die doet denken aan het bekende masker van koning Toetanchamon. Dit laat zien dat deze mensen rijk waren omdat ze zich verguldsel en weelderige versierde omhulsels konden veroorloven.
Er zijn vier stijlen te onderscheiden onder de mummies die in Bahariaya zijn gevonden:
- Het eerste type mummie heeft een verguld masker dat het gezicht bedekt en een verguld vest dat versierd is met taferelen van goden en godinnen die de borst bedekken. Ongeveer 60 mummies van deze soort werden gevonden. De "Vallei van de Gouden Mummies" dankt zijn naam aan deze speciale stijl.
- Bij de tweede onderscheidende stijl is de mummie bedekt met een soort kartonnen doos met daarop geschilderde scènes van verschillende goden zoals Anubis, de god van de mummificatie, en de vier kinderen van Horus. Ook getoond worden Isis, Osiris en Thoth, die de leiding hadden over het oordeel van de ziel van de overledene.
- Het derde type mummie was niet versierd met goud of karton, maar was geplaatst in een menselijk gevormde aardewerkkist.
- Het laatste type mummie was volledig bedekt met linnen, wat doet denken aan mummies van het Nieuwe Rijk.

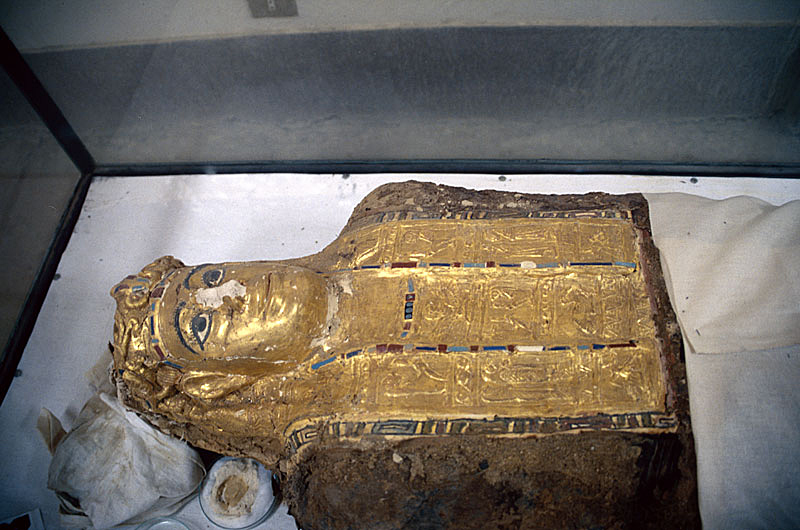
Gouden masker van een mummie uit de Vallei van de Gouden Mummies, El-Bawiti museum

Behalve de mummies werd er ook een overvloed aan grafgiften gevonden in de graven, waaronder armbanden, oorbellen, kettingen en munten. De studie van deze munten onthult dat deze vondst dateert uit de Griekse Periode tot de Romeinse Periode. Bijzonder zijn de standbeelden van rouwende vrouwen, hun handen voor eeuwig omhooggestoken naar de hemel in een houding van ondraaglijke verdriet voor het verlies van hun geliefden.
Bahariya (met de Vallei van de Gouden Mummies)  ·  Dakhla  ·  Farafra  ·  El-Fajoem  ·  Kharga  ·  Siwa